# Hannibal (Nova York)
Hannibal és una població dels Estats Units a l'estat de Nova York. Segons el cens del 2000 tenia 542 habitants.

## Demografia
Segons el cens del 2000, Hannibal tenia 542 habitants, 213 habitatges, i 138 famílies. La densitat de població era de 183,6 habitants/km².
Dels 213 habitatges en un 33,3% hi vivien nens de menys de 18 anys, en un 48,8% hi vivien parelles casades, en un 11,7% dones solteres, i en un 35,2% no eren unitats familiars. En el 26,8% dels habitatges hi vivien persones soles el 14,1% de les quals corresponia a persones de 65 anys o més que vivien soles. El nombre mitjà de persones vivint en cada habitatge era de 2,54 i el nombre mitjà de persones que vivien en cada família era de 3,16.
Per edats la població es repartia de la següent manera: un 26,4% tenia menys de 18 anys, un 8,1% entre 18 i 24, un 27,1% entre 25 i 44, un 26,8% de 45 a 60 i un 11,6% 65 anys o més.
L'edat mediana era de 37 anys. Per cada 100 dones de 18 o més anys hi havia 89,1 homes.
La renda mediana per habitatge era de 33.333 $ i la renda mediana per família de 50.556 $. Els homes tenien una renda mediana de 32.292 $ mentre que les dones 20.875 $. La renda per capita de la població era de 16.345 $. Entorn del 6,6% de les famílies i el 13% de la població estaven per davall del llindar de pobresa.